# Valmala (Busca)
Valmala (Valmàla in piemontese; Varmala in occitano) è un municipio del comune di Busca, nella provincia di Cuneo. Pur avendo soltanto 56 abitanti, conta oltre ventiquattro borgate distribuite sul proprio territorio.
Fino al 31 dicembre 2018 ha costituito un comune autonomo. Esso confinava con i comuni di Busca, Brossasco, Melle, Roccabruna, Rossana, Venasca e Villar San Costanzo.

## Geografia fisica
Il territorio di Valmala è situato in Valle Varaita, provincia di Cuneo, e la sua altitudine è compresa tra i circa 800 m s.l.m. e i 1625 m s.l.m. della cima del Monte San Bernardo. Esso si sviluppa lungo una stretta valle laterale che nasce sulla destra orografica della Valle Varaita ed è caratterizzato da fitti boschi, pinete e sorgenti d'acqua, è percorso dal rio Valmala, affluente di destra del Varaita e la strada principale che percorre l'intera valle si congiunge con la SP251 della Valle Varaita a fondovalle, in prossimità del cosiddetto Ponte Valcurta, tra i comuni di Brossasco e Melle.

## Storia

### Dall'Età del Bronzo all'Alto Medioevo

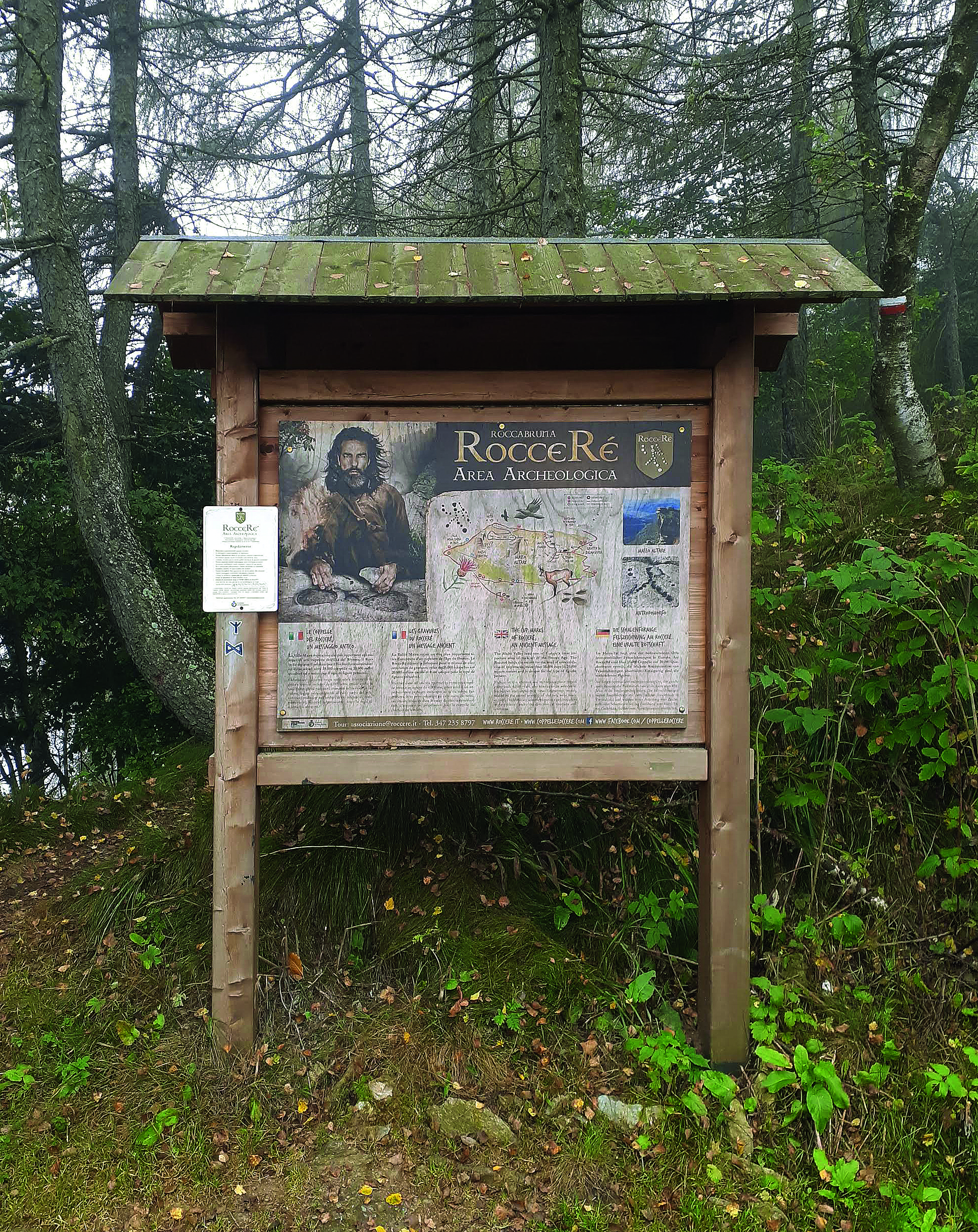
Il punto d'accesso al Parco Archeologico Rocce Ré.

Il territorio di Valmala compreso tra il Monte San Bernardo e il Colle della Ciabra è abitato fin dai tempi preistorici, come testimoniato dai monoliti e da molteplici incisioni rupestri risalenti all'Età del Bronzo. La località Rocce Ré ospita l'omonimo parco archeologico e detiene un primato: oltre 35 000 coppelle uniche nel loro genere, distribuite su circa 20 000 metri quadrati di territorio.
La prima migrazione sul luogo fu quella dei celto-liguri che, intorno al V secolo a.C., si stabilirono in tutta la Valle Varaita e anche nel vallone di Valmala. 
Con la cessazione del dominio Romano il territorio tornò a far parte della Gallia Cisalpina e vide dapprima la dominazione gotica e poi quella longobarda e carolingia.

### Dalle incursioni saracene all'anno Mille
All'inizio del X secolo i territori compresi nell'attuale Piemonte meridionale subirono l'invasione dei saraceni che, partendo dalla baia di La Garde Freinet vicino a Nizza, occuparono l'entroterra fino a risalire le valli durante molteplici stagioni di scorrerie, stabilendosi anche in alcuni avamposti nella Valle Varaita, per poi essere cacciati definitivamente tra il 970 e il 973.

### La contesa feudale tra Marchesato di Busca e Marchesato di Saluzzo
Il primo documento in cui appare il toponimo Vallis Mallæ risale al 1062, quando il territorio venne menzionato in un atto che ufficializzava una donazione all'Abbazia di Cavour di vasti possedimenti di Bruno Enrico Alberto Signore di Venasca. Il ricco Signore di Venasca, del fu Daniele, faceva citare nell'atto i seguenti centri abitati: Castellata, Villa Sant'Eusebio, Sampeyre, Frassino e la quasi totalità dei territori di Vallis Mallæ.
Nel corso dell'XI secolo il territorio di Vallis Mallæ divenne proprietà dapprima dei Signori di Verzuolo e in seguito un dominio riferibile ai possedimenti di Bonifacio Del Vasto, nobiluomo di origine ligure che con un atto del 6 marzo 1123 assegnò Vallis Mallæ al feudo di Busca, amministrato dal figlio minore Guglielmo Del Vasto, mentre il primogenito Manfredo divenne il primo marchese di Saluzzo.

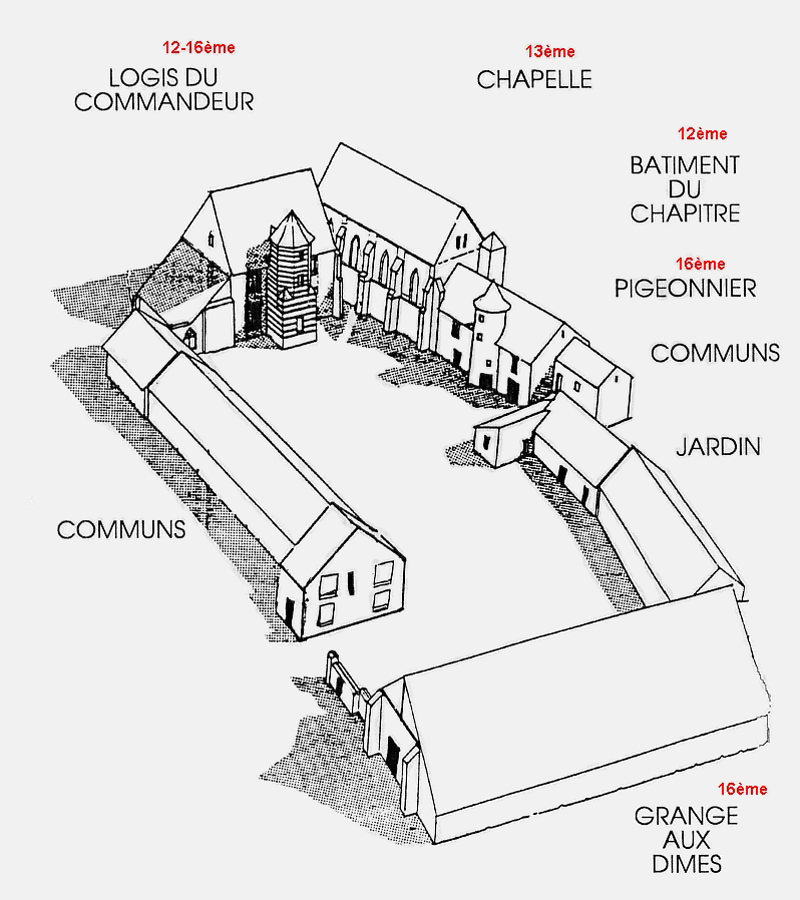
Ricostruzione di una Commenda templare analoga a quella costruita a Valle Mala nel XII secolo e successivamente rimaneggiata dall'Ordine degli Ospitalieri Gerosolimitani

Successivamente il territorio divenne oggetto di una lunga contesa tra il Marchesato di Saluzzo e quello di Busca, e compreso provvisoriamente nel feudo della Contea di Auriate. Una prima sentenza emessa il 15 luglio 1270 dal tribunale di Racconigi, riassegnò il territorio di Vallis Mallæ e Brossasco al Marchesato di Busca, tuttavia il lungo contenzioso tra i fratelli Del Vasto a capo dei due marchesati si risolse soltanto con la sentenza definitiva emessa dal tribunale di Racconigi il 20 gennaio 1281, che assegnò definitivamente Vallis Mallæ al Marchesato di Saluzzo.

### L'avvento dell'Ordine dei Cavalieri Templari e lo sviluppo diVallis Mallæ

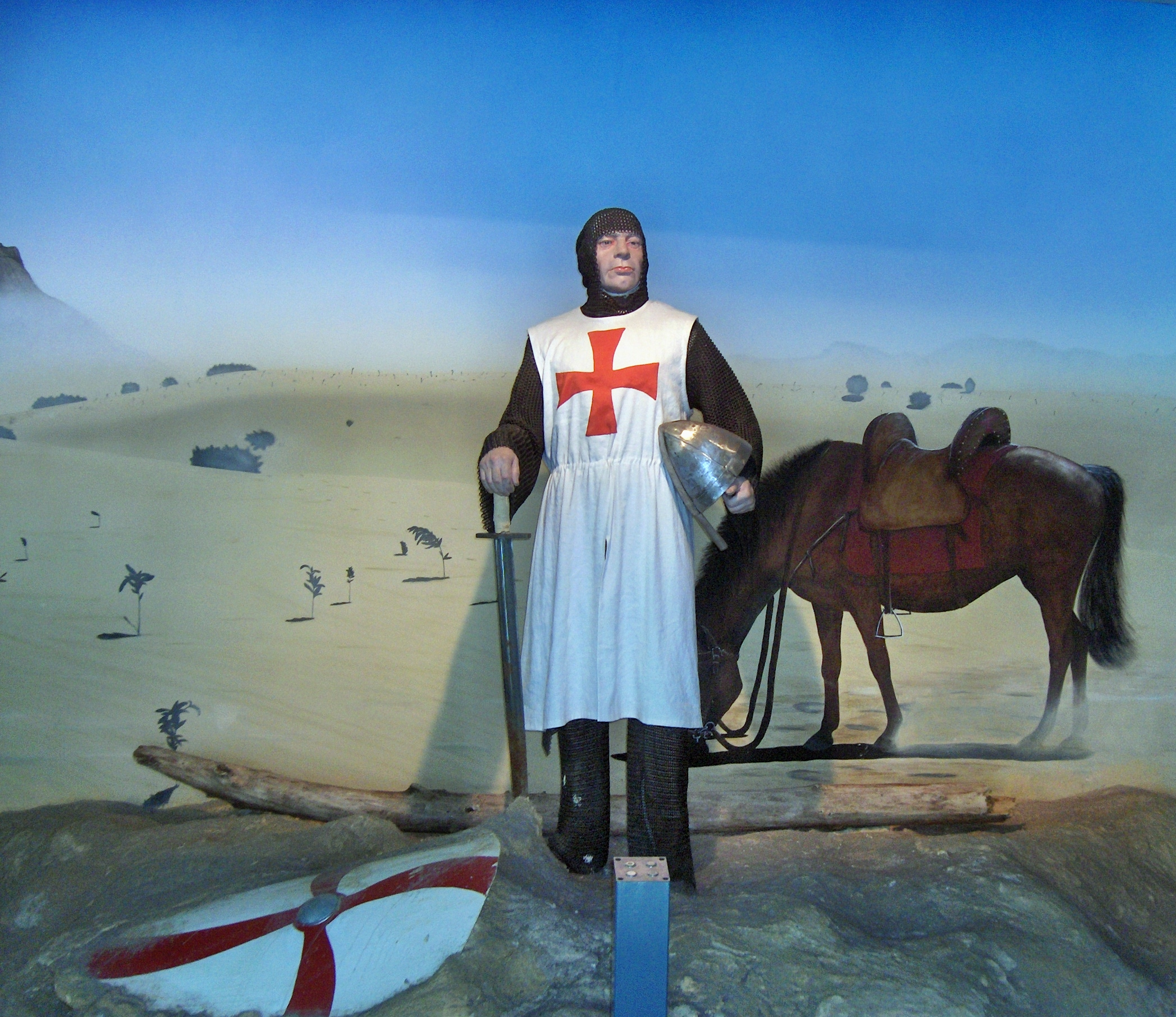
Ricostruzione dell'aspetto di un Cavaliere Templare

A partire da questo periodo i rapporti con il Marchesato di Saluzzo, governato dal successore Tommaso Del Vasto, si intrecciarono con l’Ordine dei Cavalieri Templari, poiché il cugino Ajmerico Del Vasto venne avviato alla carriera ecclesiastica e nel 1203 entrò a far parte dell'Ordine ai massimi livelli, tanto da apparire nel Capitolo dell'Ordine di Asti come Precettore dell'Ordine dei Cavalieri Templari per l'Italia settentrionale.
Il controllo da parte dell'Ordine dei Cavalieri Templari di Valle Mala e dei suoi strategici accessi a valle e in quota, lungo la strada che collega tuttora il Colle San Bernardo al Colle di Sampeyre, risaliva già agli anni intorno al 1195 ma sotto l'influenza di Ajmerico Del Vasto l'Ordine dei Cavalieri Templari prese pieno possesso del territorio, pur dipendendo formalmente dalla Commenda di Pancalieri.
Con la presenza stanziale dei Templari a Valle Mala, il territorio acquisì una crescente importanza e divenne un piccolo feudo a cui facevano capo una serie di borgate e alcuni comuni adiacenti. Grazie alle loro conoscenze, molte furono le migliorie e le innovazioni tecniche che i Templari non impegnati nelle funzioni militari introdussero a vantaggio della comunità locale. Tra tutti si possono citare l'introduzione dell'erpice e della ruota idraulica impiegata nei mulini per produrre farina e olio di noci, di cui la valle abbonda ancora oggigiorno; inoltre i Templari istruirono la popolazione locale anche riguardo l'allevamento di trote, la produzione della birra e trasmisero i preziosi princìpi dell'erboristeria, introducendo la coltivazione e la lavorazione di erbe officinali. 
I Templari contribuirono anche all'igiene pubblica, introducendo norme basilari ma ancora scarsamente diffuse, che favorirono una buona tutela della salute della popolazione locale. Sempre a proposito d'igiene, da testimonianze storiche del luogo, è emerso che i Templari introdussero anche l'utilizzo del cucchiaio, del bicchiere e del tovagliolo, oltre alla prassi di far bollire l'acqua per consumi alimentari, una pratica igienica non comune ai tempi ma che i Templari ben conoscevano, poiché derivava dalla loro grande esperienza in Medio Oriente.
Il bilancio della gestione templare, con le proprie leggi, regole, usanze e abitudini fu dunque positivo e portò i propri vantaggi. Oltre a conquistare la fiducia della popolazione, rese Valle Mala una sorta di enclave che godeva di una certa autonomia, nonché crocevia di fiorenti scambi con le valli adiacenti. Durante la presenza dei Templari vennero costruiti anche molti edifici tra cui una Commenda in località Co 'd Simound e alcune chiese, compresa quella principale, dedicata a Sant’Anna ed edificata su una preesistente cappella paleocristiana risalente al X secolo.

### La «questione templare» e il passaggio di potere all'Ordine degli Ospitalieri Gerosolimitani
Con la condanna e la successiva soppressione dell'Ordine dei Templari la situazione in tutta l'Europa vide l'avvicendarsi di molti processi a loro carico, sovente conclusisi con condanne esemplari o sommarie, persecuzioni, tuttavia a Valle Mala questo cambiamento epocale fu ben diverso, assai più graduale e indolore. Il merito fu anche del Marchesato di Saluzzo che, con Manfredo IV, adottò una politica conciliante e protettiva, malgrado la Curia vescovile di Torino ribadisse l'obbligo di attenersi alle disposizioni della Bolla Pontificia di Clemente V, che ordinava la confisca di tutti beni di proprietà templare e la loro acquisizione da parte dell'Ordine degli Ospitalieri Gerosolimitani, pena la scomunica per l'accusa di eresia. 
Tuttavia il passaggio dalla gestione templare a quella dell'Ordine dei Gerosolimitani non fu traumatico e le cause sono da ricercare in tre principali ragioni storiche: lo stretto rapporto con la corte del Marchesato di Saluzzo, le capacità diplomatiche dei principali membri dell'Ordine dei Templari e il consolidamento di buoni rapporti con la popolazione locale.
In virtù di tutto ciò, ai membri dei Templari della zona venne concesso di continuare a risiedere nelle loro abitazioni o di proseguire la loro vocazione presso abbazie e conventi di Cisterciensi o Gerosolimitani, mentre la Curia vescovile di Torino nel 1312 si adoperò per nominare due commissari incaricati di risolvere pacificamente la «questione templare»: dapprima il nobile Bonifacio da Virle e successivamente suo fratello, il conte Federico da Piossasco, entrambi membri dell'Ordine degli Ospitalieri Gerosolimitani. Con un atto del 4 dicembre 1320, con giuramento di fronte al neoeletto vescovo di Torino monsignor Guido Canale, venne dichiarato concluso l'incarico di Federico da Piossasco e con esso tramontò definitivamente l'epoca dei Cavalieri Templari a Valle Mala.
Nel gennaio del 1321 il feudo vacante di Valle Mala venne assegnato al conte Federico da Piossasco, già priore dell'Ordine degli Ospitalieri Gerosolimitani per l'Italia settentrionale, che ne divenne formalmente Signore e, su sua nomina con cadenza annuale, venne istituita la nuova figura del Clavario, ovvero una sorta di rettore della comunità locale. In questi anni i maggiori edifici di Valle Mala furono rimaneggiati, tra cui la cappella di Sant'Onorato e la chiesa di Sant'Anna, che venne ampliata e intitolata a San Giovanni Battista, nonché il complesso di edifici templari della Commenda di Co 'd Simound. Anche quest'ultima venne rimaneggiata e divenne sede d'una temuta prigione di isolamento grazie alla sua posizione strategica e nelle sue celle vennero rinchiusi e giudicati dall'Inquisizione i vari esponenti di religione protestante, valdese e calvinista, catturati durante le svariate campagne di persecuzione religiosa dell'epoca.
A Federico da Piossasco succedette il figlio Gaspardo, che dedicò particolare attenzione allo sviluppo della tecnica a favore dell'economia locale, facendo ammodernare i vecchi mulini e nel 1400 fece redigere dal notaio Allemandi di Villalunga la prima stesura degli statuti comunali, in cui si raggruppavano le antiche leggi e i relativi privilegi che distinguevano Valle Mala dal resto del Marchesato di Saluzzo, che accolse questa ufficializzazione del retaggio degli antichi privilegi templari come segno di deferenza verso l'Ordine dei Gerosolimitani. Gaspardo da Piossasco fu anche un sostenitore delle arti, commissionando nel 1463 il ciclo di affreschi pittorici della piccola chiesa di Chiot Martin e il battistero in marmo scolpito della chiesa di San Giovanni Battista, nella borgata capoluogo.

### La fine del dominio dei Piossasco e l'avvento dei Savoia

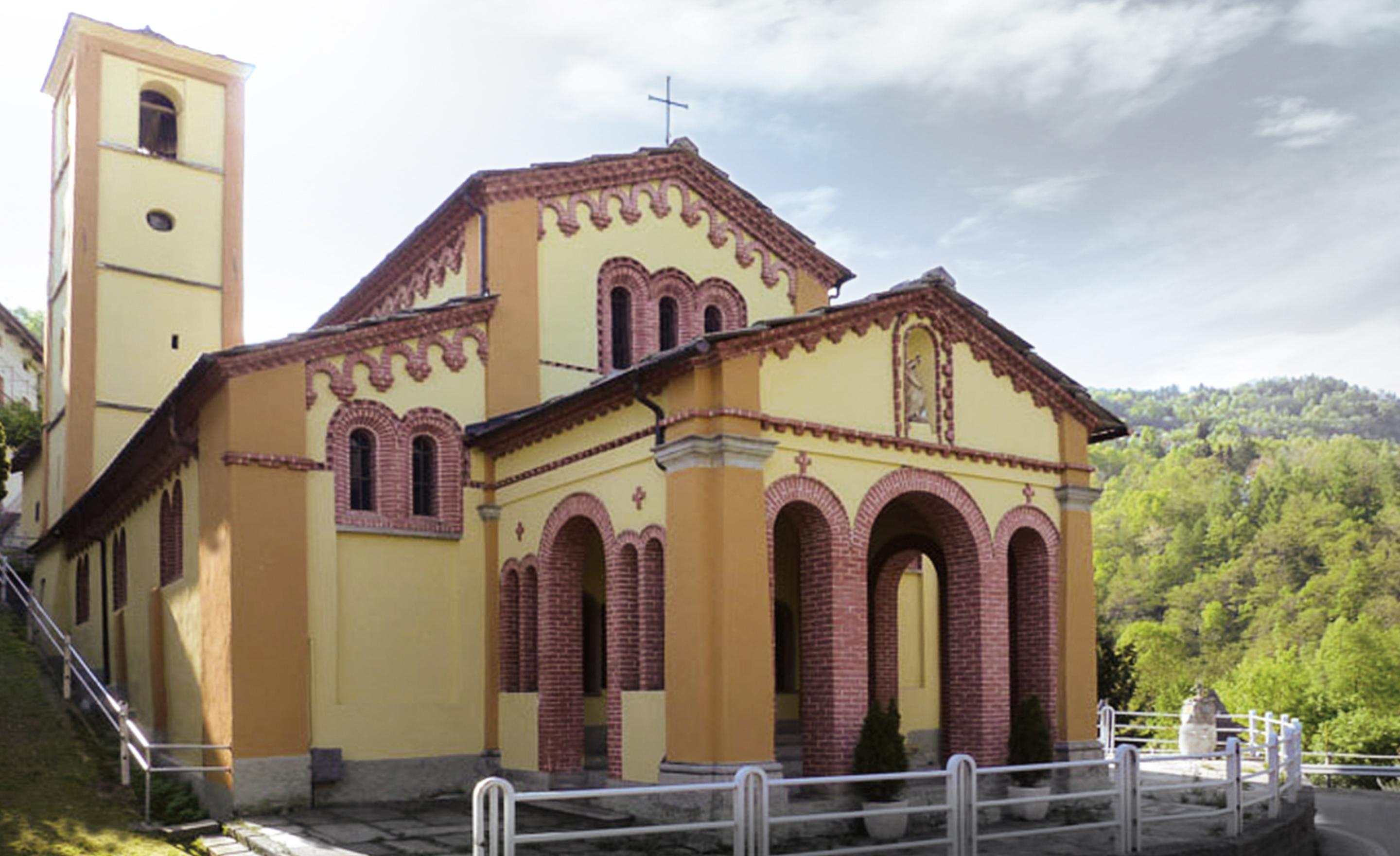
La chiesa originariamente intitolata a sant'Anna dai Cavalieri Templari e successivamente intitolata a san Giovanni Battista dall'Ordine dei Cavalieri Ospitalieri Gerosolimitani presso Borgata Chiesa, capoluogo di Valmala

All'inizio del XVI secolo, con Melchiorre da Piossasco, successore di Gaspardo, si concluse il dominio della dinastia dei Piossasco su Valle Mala; tuttavia il loro nome fu presente a lungo sul territorio, dal momento che l'attuale Rio Valmala che percorre la valle continuò a chiamarsi Rio Piossasco ancora per molto tempo.
Il 29 ottobre 1511, con la bolla pontificia Pro Excellenti di papa Giulio II Della Rovere, Saluzzo venne elevata a diocesi. Fu un evento storico molto atteso, di grande rilevanza per la capitale del marchesato e di conseguenza per Valle Mala, che vide eleggere come gran priore dell'Ordine degli Ospitalieri Gerosolimitani, il primo vescovo di Saluzzo monsignor Giovanni Antonio Della Rovere. Nel 1530 l'Ordine degli Ospitalieri Gerosolimitani cambiò nome divenendo Sovrano Militare Ordine di Malta e venne ufficializzata la proprietà di tutte le chiese e dei principali edifici di Valle Mala.
Nel 1575 a essere nominato nuovo Signore locale di Valle Mala per meriti di guerra fu l'ammiraglio Prospero Tornielli di Novara, membro dell'Ordine Gerosolimitano distintosi nella Battaglia di Lepanto combattuta contro i turchi. Egli promosse varie iniziative tra cui l'ampliamento della chiesa di San Giovanni Battista, a cui venne aggiunto il campanile.
Alla sua morte gli succedette il Signore di Pancalieri Baldassarre Begiamo di Savigliano che, negli stessi anni, fece redigere una copia degli statuti comunali del 1400 a opera del notaio valmalino Stefano Formiglia.
Nel 1601 con il Trattato di Lione il Marchesato di Saluzzo, già annesso nel 1548 ai territori francesi del Delfinato alla morte dell'ultimo marchese, divenne territorio del Ducato di Savoia. Alla morte di Baldassarre Begiamo di Savigliano fu nominato Signore di Valle Mala Balio Spina, che governò per un breve periodo, mentre una relazione del 6 novembre 1696 menziona Valle Mala come «feudo diretto della Sacra Religione Gerosolimitana e parte della Commenda di Pancalieri», governato dal Commendatore Roberto Solaro, che lasciò in dono alla chiesa di San Giovanni Battista preziosi paramenti sacri ancora oggi conservati.
Valle Mala continuò a godere di una discreta autonomia anche all'interno del Ducato di Savoia, mantenendo un ruolo non trascurabile per l'economia locale grazie alle attività di allevamento e pastorizia, ai discreti scambi commerciali, all’estrazione mineraria e alla produzione di carbone vegetale mediante i numerosi forni a conduzione familiare sorti negli anni nelle varie borgate.

### Il dominio napoleonico e la fine del secolare potere temporale del Sovrano Militare Ordine di Malta
Il Settecento fu un secolo molto concitato per Valmala, che visse dapprima dei periodi di carestia e poi vide subire gli ingenti danni causati da un terremoto avvenuto il 28 agosto 1740. In seguito, le ripetute invasioni francesi minarono ulteriormente l'economia della valle che prese a spopolarsi.
Tuttavia ciò che decretò la fine definitiva dell'autonomia di Valmala fu il dominio napoleonico nel dicembre 1798. Gli ultimi Commendatori di Valmala appartenenti al Sovrano Militare Ordine di Malta furono Amedeo Cacherano di Bricherasio e Felice Cacherano d'Osasco, i quali ebbero l'infausto onere di consegnare ai nuovi organi dell'amministrazione francese un completo elenco di beni, terreni ed edifici della Commenda di Valmala. 
Con questo atto cessò definitivamente il secolare potere temporale del Sovrano Militare Ordine di Malta sul territorio valmalino, anche il carcere di Co 'd Simound venne chiuso e quasi tutti gli altri beni vennero venduti al miglior offerente.

Nel 1814, con la Restaurazione, il territorio di Valmala tornò ai Savoia e venne compreso tra le varie comunità montane della Valle Varaita assumendo i connotati odierni. I buoni rapporti dei Savoia con il Sovrano Ordine di Malta consentirono tuttavia di ristabilire una sorta di giuspatronato dell'ordine religioso sulla gestione delle proprietà rimaste, tanto che, da un atto del Catasto di Cuneo del 1901, la chiesa parrocchiale di San Giovanni Battista, nuovamente rimaneggiata nel 1865, risultava di proprietà del Sovrano Militare Ordine di Malta.

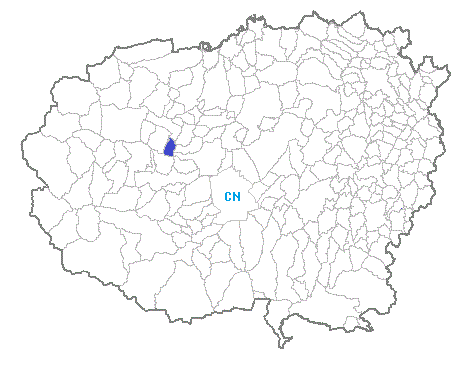
Territorio dell'ex comune di Valmala nella provincia di Cuneo

### Dalla seconda metà dell'Ottocento ai giorni nostri
A partire dai primi decenni dell'Ottocento, forse per scongiurare l'oblìo e il crescente spopolamento, o forse per rispondere a un bisogno della devozione popolare, Valmala divenne sede di un importante santuario mariano. La tradizione popolare narra che dal 5 agosto al 20 settembre 1834, in località Pian del Chiotto, sarebbero avvenute delle apparizioni della Madonna a quattro pastorelle del luogo, tutte di nome Maria. In termini temporali sarebbero considerate le prime apparizioni mariane in Europa nel corso dell'Ottocento, che precedono quelle più conosciute di La Salette e Lourdes. Nel 1851 venne completato il Santuario di Valmala su progetto dell'architetto Giacomo Galfré, che sorge sull'altopiano Pian del Chiotto ed è intitolato a Maria Madre della Misericordia.

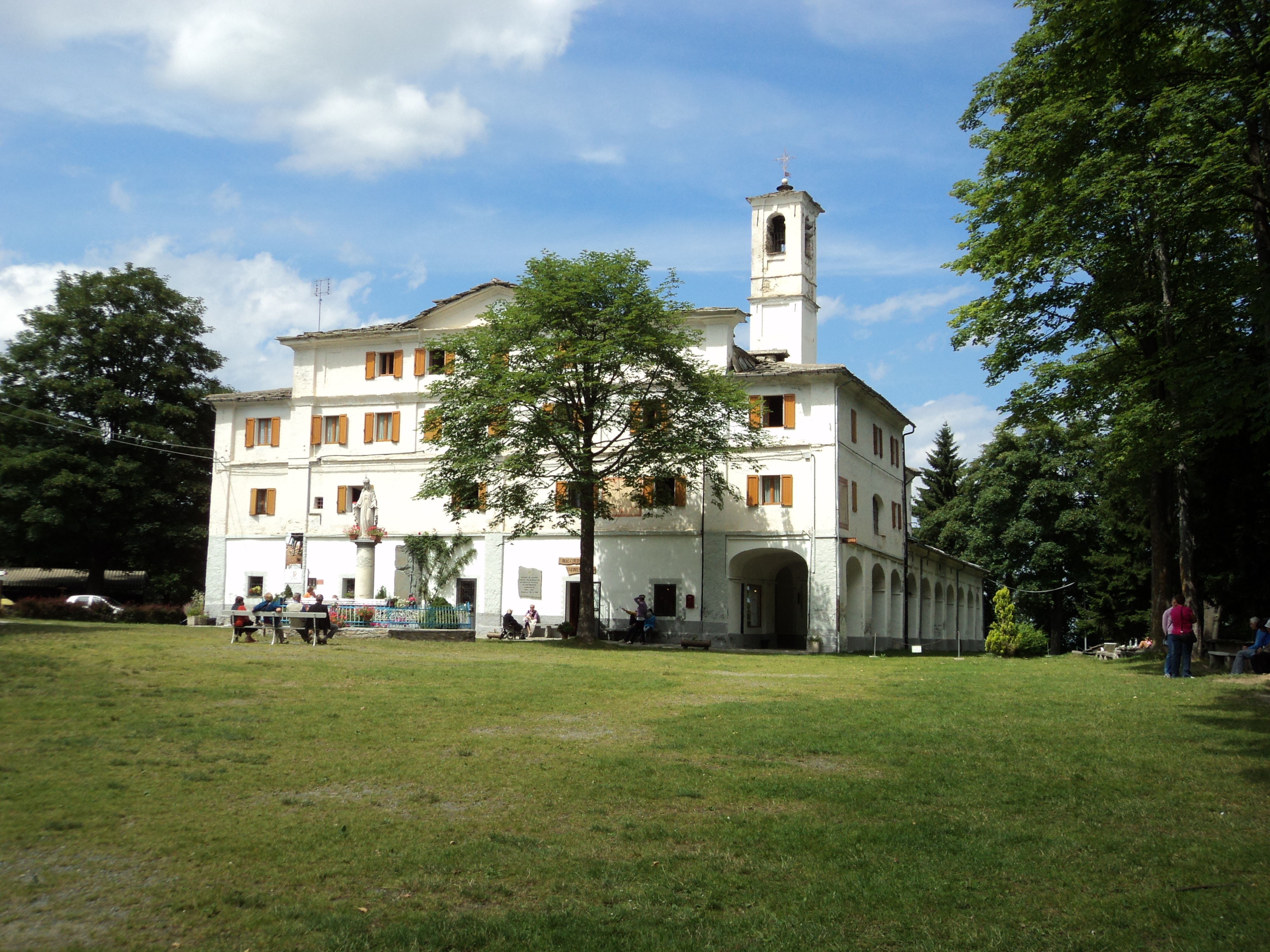
Esterno del Santuario di Valmala

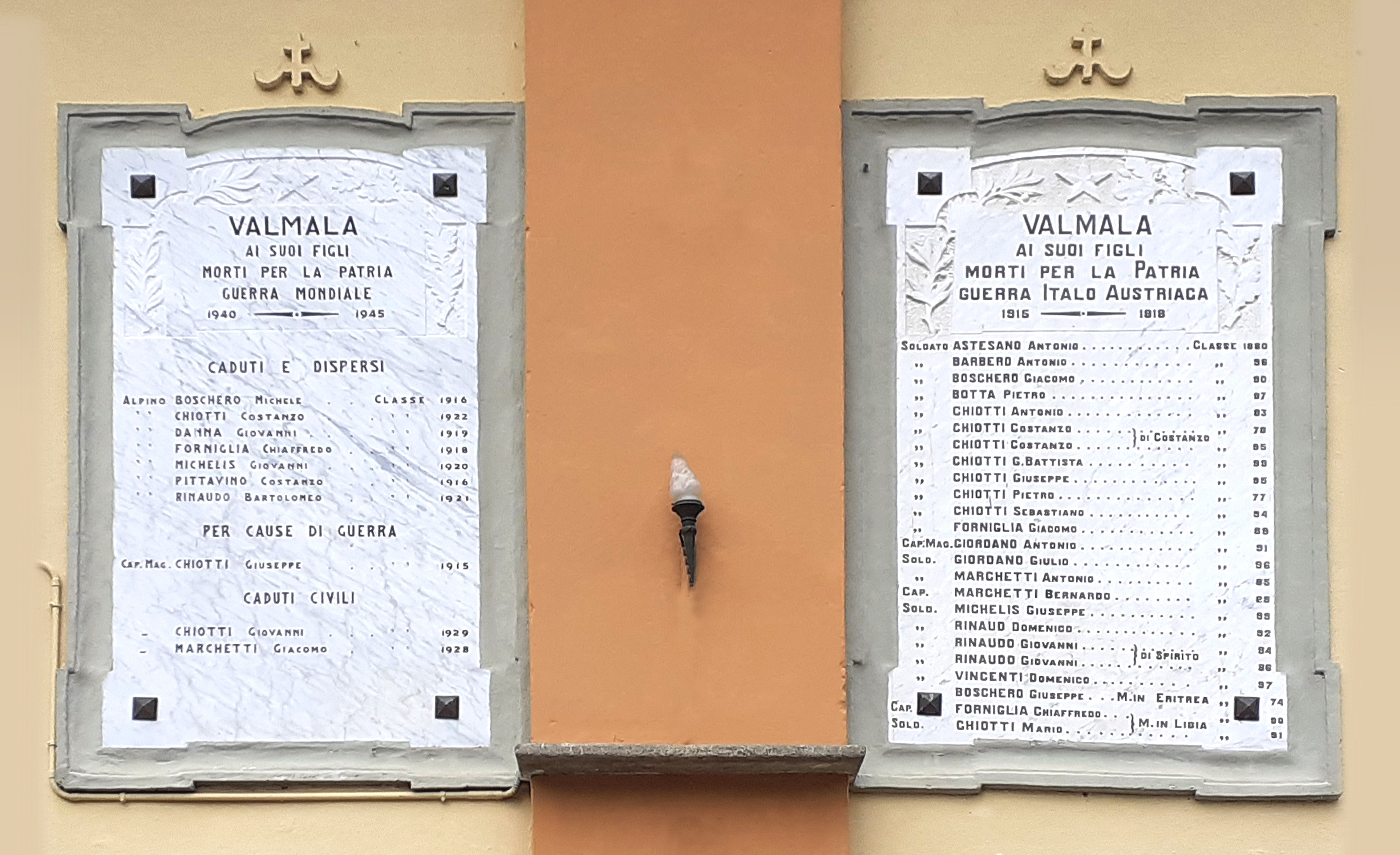
Le lapidi in memoria dei caduti delle due guerre mondiali

Nel 1865, su volere di casa Savoia, le strutture attigue e il santuario furono oggetto di un primo restauro e di un ampliamento. A essere rimaneggiata fu anche la chiesa di San Giovanni Battista nella borgata capoluogo. 
L'avvento di questi presunti fenomeni narrati dalla tradizione popolare e religiosa hanno di fatto risollevato le sorti di Valmala, che è diventata presto una meta di pellegrinaggio religioso, vedendo anche un discreto ripopolamento il cui culmine è stato raggiunto nel 1871, per poi diminuire nuovamente a partire dagli inizi del Novecento.
Nel corso dell'ultima guerra mondiale, Valmala fu inevitabilmente teatro di battaglie della Resistenza e di alcune esecuzioni sommarie, come l'eccidio del 6 marzo 1945, che fecero pagare un alto tributo di vite umane. Una lapide con l'elenco dei caduti è affissa sulla parete laterale della chiesa di San Giovanni Battista.
Dal dopoguerra il luogo è prevalentemente meta di gite domenicali, grazie alla presenza di trattorie, locande, una ramificata rete di sentieri boschivi e aree attrezzate per pic-nic.
Al giorno d'oggi sono assai esigue le tracce dell'illustre passato medievale e ancor meno quelle dei Cavalieri Templari, le cui maggiori testimonianze sono le poche chiese e le cappelle superstiti. Il retaggio della presenza dei Cavalieri di Malta, invece, sopravvive nello stemma del comune e nel suo gonfalone, che riportano ancora la caratteristica croce rossa a otto punte. Più evidenti e indelebili sono le tracce risalenti all'Età del Bronzo visibili visitando l'area del Parco Archeologico "Rocce Ré", una delle più importanti del Piemonte.
Dal 1º gennaio 2019, a seguito di referendum popolare avvenuto il 24 giugno 2018, il municipio di Valmala, la cui sede principale è stata trasferita presso la Regione Santuario, è stato accorpato al comune di Busca divenendone formalmente una frazione, tuttavia mantiene un regime di semiautonomia, poiché gli uffici comunali continuano a svolgere il loro regolare servizio.

### Simboli

Vecchio stemma comunale

Lo stemma del comune di Valmala era d'argento, alla croce patente di otto punte, di rosso.

## Monumenti e luoghi d'interesse
- Santuario di Valmala intitolato a Maria Madre della Misericordia, completato nel 1851
- Cappella neogotica intitolata a Sant'Onorato, antico retaggio templare, in località Ruà Gay
- Cappella della SS. Annunziata, in località Chiot Martin, con all'interno una serie unica di affreschi dei fratelli Biazzaci (1465 ca.)
- Cappella intitolata alla SS. Maria del Patrocinio in località Jervatti
- Chiesa di San Giovanni Battista, in località Borgata Chiesa, con all'interno il battistero in marmo scolpito realizzato nel 1463
- Parco Archeologico Rocce Ré, con incisioni rupestri risalenti all'Età del Bronzo

## Società

### Evoluzione demografica
Dal 1871, anno in cui il comune censì il maggior numero di abitanti, a oggi Valmala ha perso il 92,25% della popolazione.
Abitanti censiti

## Geografia antropica
Non esiste un vero centro abitato di nome "Valmala", bensì un gruppo di borgate e varie meire isolate che per anni ha costituito il comune sparso omonimo, la cui principale borgata dal 1851 è nota come Regione Santuario e sorge su un altopiano a un'altitudine di circa 1 380 metri.
Le maggiori delle ventiquattro borgate presenti sul territorio sono le seguenti:
- Borgata Chiesa (capoluogo)
- Borgata Chiappellino
- Borgata Chiot Martin
- Borgata Chiabreri
- Borgata Ciastralet
- Borgata Jervatti
- Borgata Molino
- Borgata Ponsacco
- Borgata Rorà Serre
- Borgata Gay
- Borgata Sarnaud
- Borgata Troi

## Amministrazione
Fino al 2012 il comune di Valmala ha fatto parte della Comunità Montana Valli del Monviso.
Di seguito la tabella relativa alle amministrazioni che si sono succedute nel comune.
| Periodo        | Periodo          | Primo cittadino   | Partito                    | Carica  | Note   |
| -------------- | ---------------- | ----------------- | -------------------------- | ------- | ------ |
| 25 giugno 1985 | 26 maggio 1990   | Faustino Michelis | -                          | Sindaco | [ 27 ] |
| 26 maggio 1990 | 24 aprile 1995   | Giuseppe Giordano | lista civica               | Sindaco | [ 27 ] |
| 24 aprile 1995 | 14 giugno 1999   | Roberto Michelis  | -                          | Sindaco | [ 27 ] |
| 14 giugno 1999 | 14 giugno 2004   | Faustino Michelis | lista civica               | Sindaco | [ 27 ] |
| 14 giugno 2004 | 8 giugno 2009    | Giuseppe Moi      | lista civica               | Sindaco | [ 27 ] |
| 8 giugno 2009  | 26 maggio 2014   | Giuseppe Moi      | lista civica               | Sindaco | [ 27 ] |
| 26 maggio 2014 | 31 dicembre 2018 | Andrea Picco      | lista civica: indipendenti | Sindaco | [ 27 ] |